# Gallium-68
Gallium-68 of 68Ga is een onstabiele radioactieve isotoop van gallium, een hoofdgroepmetaal. De isotoop komt van nature niet op Aarde voor.
Gallium-68 ontstaat bij het radioactief verval van germanium-68.

## Radioactief verval
Gallium-68 vervalt door β+-verval tot de stabiele isotoop zink-68:
{\displaystyle {\ce {{^{68}_{31}Ga}->{^{68}_{30}Zn}+{e^{+}}+{\nu }_{e}}}}
De halveringstijd bedraagt iets meer dan 1 uur.

## Toepassingen
Gallium-68 wordt gebruikt in de positronemissietomografie. Aangezien het een relatief korte halveringstijd heeft, wordt het in situ gevormd uit germanium-68, dat met een halveringstijd van bijna 271 dagen een stuk langlevender is. Germanium-68 zit daarbij op een kolom van titanium(IV)oxide, aluminiumoxide of tin(IV)oxide, de zogenaamde germanium-gallium-generator, en wordt met behulp van zoutzuur geëlueerd. Dit proces wordt ook wel melken genoemd.
56Ga · 57Ga · 58Ga · 59Ga · 60Ga · 61Ga · 62Ga · 63Ga · 64Ga · 64mGa · 65Ga · 66Ga · 67Ga · 68Ga · 69Ga · 70Ga · 71Ga · 72Ga · 72mGa · 73Ga · 74Ga · 74mGa · 75Ga · 76Ga · 77Ga · 78Ga · 79Ga · 80Ga · 81Ga · 82Ga · 83Ga · 84Ga · 85Ga · 86Ga · 87Ga